# Jaime Iván Kaviedes
Jaime Iván Kaviedes Llorenty (nascut el 24 d'octubre de 1977) és un exfutbolista equatorià d'arrels gregues. Ocupava la posició de davanter. Va ser el primer futbolista del seu país que va acudir a Europa per jugar de forma professional.

## Trajectòria
El davanter va destacar al Emelec quan va marcar 43 gols en una sola temporada. Va ser el màxim golejador mundial en una primera divisió d'eixa campanya. Això li va obrir les portes d'equips europeus i americans. Va passar per conjunts d'Itàlia, Espanya, Portugal, Mèxic, Anglaterra i Argentina, alternant estes experiències amb estades als clubs locals Nacional i Barcelona. No va arribar a assentar-se a cap d'ells.
Tornaria a destacar al campionat equatorià 05/06 amb El Nacional, amb qui va aconseguir 14 gols, 4 en el seu primer partit. Després de gairebé dos anys inactiu, ha retornat per jugar amb el Macará.

## Selecció
Kaviedes ha estat internacional amb l'Equador en 53 ocasions, tot marcant 16 gols. Un gol seu davant l'Uruguai va classificar el seu país per al Mundial del 2002, la primera cita equatoriana en una fase final. Quatre anys després, van repetir presència a Alemanya.
També va estar present a la Copa Amèrica de 1999.